# Alberto Gómez (escritor)
Alberto Gómez es un actor y escritor venezolano de telenovelas. Nació el 10 de abril de 1964 en Caracas.  
Realizó su carrera en la televisión para Televisa, Venevisión, Telemundo, TV Azteca, Radio Caracas Televisión, Fonovideo y Univision, más conocido por su telenovela Gata salvaje.

## Trayectoria

### Historias originales
- Siempre tuya Acapulco (2014)
- Corazón apasionado (2012)
- Natalia del mar (2011-2012)
- Alma indomable (2009-2010) (Basada en La indomable de Inés Rodena)
- Valeria (2008) (Basada en Marielena de Inés Rodena)
- Acorralada (2007)
- Ángel rebelde (2004)
- Rebeca (2003)
- Gata salvaje (2002-2003) (Fusión de La gata, La indomable y La galleguita de Inés Rodena)
- Secreto de amor (2001-2002) (Basada en la radionovela La galleguita de Inés Rodena)
- Hechizo de amor (2000)
- Como tú ninguna (1994-1995) (con Carlos Romero) (Original basada en La gata y La indomable de Inés Rodena)

### Adaptaciones
- Última parte de Amores verdaderos (2013)
- Mar de amor (2009-2010)
- Marina (2006-2007)
- Primera parte de El amor no tiene precio (2005-2006)
- El amor las vuelve locas (2005)
- Primera parte de ¡Vivan los niños! (2002-2003)
- Segunda parte de Carita de ángel (2000-2001)
- Alma rebelde (1999)
- Segunda parte de Nunca te olvidaré (1999)
- Segunda parte de Gotita de amor (1998)
- Más allá de... La usurpadora (1998)
- Preciosa (1998)
- El alma no tiene color (1997)
- Todo por tu amor (1997)
- Segunda parte de Marisol (1996)
- Final de María la del barrio (1995-1996)
- Peligrosa (1994-1995)
- Rosangélica (1993)
- Cara sucia (1992)
- La mujer prohibida (1991-1992)
- El engaño (1990)
- Abigaíl (1988-1989)
- La muchacha del circo (1988)
- Primavera (1987-1988)

### Nuevas versiones reescritas por otros
- El vuelo de la victoria (2017)
- A Love to Remember (2015)
- Amor sin condiciones (2006)